# Carolina (canción)
«Carolina» es una canción de la cantante y compositora estadounidense Taylor Swift para la película de drama y misterio de 2022 La chica salvaje. La canción fue lanzada a través de Republic Records el 24 de junio de 2022. Fue escrita por Swift y producida por Swift y Aaron Dessner.

## Antecedentes y lanzamiento
La chica salvaje es una película de drama y misterio protagonizada por Daisy Edgar-Jones en el papel principal, dirigida por Olivia Newman y producida por Reese Witherspoon. Es una adaptación cinematográfica de la novela homónima de 2018 escrita por la autora estadounidense Delia Owens. La historia gira en torno a una joven que creció en un pantano en Carolina del Norte y se convierte en sospechosa del asesinato de un hombre que una vez la persiguió románticamente.
El primer tráiler de la película se lanzó el 22 de marzo de 2022 y presentaba a «Carolina» como canción de fondo. El tráiler también reveló que la canción fue escrita e interpretada por la cantante y compositora estadounidense Taylor Swift. Otro fragmento de la canción fue revelado a través de un tráiler más largo de la película el 22 de mayo de 2022. La fecha de lanzamiento de la canción fue promocionada por parte de la cuenta oficial de Instagram de la película, cuando hicieron una serie de publicaciones el 22 de junio con subtítulos que tenían letras mayúsculas, deletreando «Carolina This Thursday». Al día siguiente, la fecha de lanzamiento de la canción se confirmó para el 24 de junio de 2022.

## Escritura y composición
«Carolina» fue escrita únicamente por Swift y producida por ella y Aaron Dessner, con quien colaboró en sus álbumes de estudio de 2020 Folklore y Evermore. Según Witherspoon, Swift escribió la canción mientras trabajaba en Folklore, pero no reveló que había escrito «Carolina» hasta después de terminar la canción. Swift declaró en Instagram que disfrutaba de la novela original de Owens, y tan pronto como escuchó que una adaptación cinematográfica estaba «en proceso», quiso ser parte de su banda sonora. Ella dijo que su objetivo era crear una canción «inquietante y etérea» que capturara la historia «fascinante» de la novela.
«Carolina» se reproduce en los créditos finales, y Newman opinó que «refleja el tono del final de la historia». Fue grabada en una sola toma y solo cuenta con instrumentos disponibles antes de 1953, alrededor de la época en que se lleva a cabo La chica salvaje.

## Lista de canciones
Descarga digital / streaming
1. «Carolina» (from the motion picture «Where the Crawdads Sing») – 4:24
2. «Carolina» («Where the Crawdads Sing» – video edition) – 2:44

## Lanzamientos
| Región | Fecha               | Formato          | Discográfica | Ref.   |
| ------ | ------------------- | ---------------- | ------------ | ------ |
| Varios | 24 de junio de 2022 | Descarga digital | Republic     | [ 10 ] |